# Lagocheirus binumeratus
Lagocheirus binumeratus es una especie de escarabajo longicornio del género Lagocheirus, tribu Acanthocinini, subfamilia Lamiinae. Fue descrita científicamente por Thomson en 1860.

## Descripción
Mide 11,3-20,1 milímetros de longitud.

## Distribución
Se distribuye por Belice, Colombia, Costa Rica, Guatemala, Honduras, México, Nicaragua y Panamá.